# A' Bhuidheanach Bheag
A' Bhuidheanach Bheag är ett berg i Storbritannien.   Det ligger i kommunen Perth and Kinross och riksdelen Skottland, i den norra delen av landet, 600 km norr om huvudstaden London. Toppen på A' Bhuidheanach Bheag är 936 meter över havet, eller 105 meter över den omgivande terrängen. Bredden vid basen är 3,6 km.
Terrängen runt A' Bhuidheanach Bheag är huvudsakligen kuperad. Trakten runt A' Bhuidheanach Bheag är nära nog obefolkad, med mindre än två invånare per kvadratkilometer. Trakten runt A' Bhuidheanach Bheag består i huvudsak av gräsmarker.